# Барашево (Теньгушевский район)
Бара́шево (мокш. Бораж веле) — посёлок в Теньгушевском районе Мордовии.
Основан в 1929 году рабочими, заготовлявшими лес для московских новостроек. Название связано с принадлежностью многих земель Темниковского уезда служилым татарам на юго-восточной границе Российского государства Барашевым.
У южной границы посёлка берёт исток река Тасть.

## Население
| 2002 | 2010  | 2012  | 2013  | 2014  |
| ---- | ----- | ----- | ----- | ----- |
| 3736 | ↘2777 | ↘2726 | ↘2690 | ↘2663 |

## Известные уроженцы
В посёлке родился Немов, Алексей Юрьевич — знаменитый российский гимнаст, 4-кратный олимпийский чемпион.